# Pierre Bourgault
Pierre Bourgault (23 tháng 1 năm 1934 – 16 tháng 6 năm 2003) là một chính khách và nhà tiểu luận, cũng như một diễn viên và nhà báo, từ Quebec, Canada. Ông nổi tiếng nhất với tư cách là một diễn giả đại chúng ủng hộ chủ quyền cho Quebec từ Canada.

## Tiểu sử
Bourgault được sinh ra ở East Angus trong khu vực Estrie (thị trấn phía đông) của Quebec. Cha ông là một công chức và mẹ ông, một người nội trợ. Cha mẹ ông đã gửi ông đến trường nội trú năm bảy tuổi, xác định rằng ông sẽ nhận được sự giáo dục mà họ thiếu. Sau khi học cấp hai, ông tham dự một thời gian ngắn tại chủng viện và giải trí ý tưởng về việc có thể vào chức tư tế, theo truyền thống của tổ tiên, nhưng đã từ bỏ nghĩa vụ của mình ngay sau đó. Ông hiện đang bị giam giữ trong Notre Dame Công giáo truyền thống ở Montreal.
Bắt đầu từ đầu những năm 1960, ông ủng hộ Quebec độc lập khỏi Canada và năm 1960 đã tham gia tổ chức Rassemblement pour l'indépendance nationale. Một nhà hùng biện nổi tiếng và bị viêm, ông đã lãnh đạo một số cuộc đình công và tuần hành dẫn đến bạo lực. Năm 1964, ông trở thành lãnh đạo của RIN, và xuất hiện chỉ trong một chuyến đi Duplessis ở Bắc Quebec. Trong lễ kỷ niệm St. Jean Baptiste năm 1968, ông và những người ủng hộ khác đã bạo loạn và ném đồ vật  theo hướng của Thủ tướng mới được đúc tiền Pierre Trudeau. Ông và 300 người khác đã bị bắt vì sự cố này, trong khi phản ứng khắc kỷ của Trudeau đã giúp ích đáng kể.
Năm 1968, bộ trưởng nội các nổi tiếng và người dẫn chương trình truyền hình René Lévesque đã thành lập Mouvement Souveraineté-Association, một đảng có chủ quyền ôn hòa hơn. Lévesque từ chối trong một nỗ lực để có RIN bao gồm cả người, vì sợ danh tiếng của RIN về các cuộc biểu tình và bạo lực sẽ làm tổn thương phong trào. Bourgeault đã giải tán đảng và mời các thành viên của mình tham gia MSA từng người một và Ralliement national mới trong Parti Québécois mới thành lập, dưới sự lãnh đạo của Lévesque.
Trong cuộc bầu cử Quebec năm 1970, ông là ứng cử viên Parti Québécois tại khu vực bầu cử Mercier, không thành công chống lại nhà lãnh đạo Tự do (và sắp trở thành Thủ tướng) Robert Bourassa, người sẽ trở thành một người bạn thân thiết. Bản thân Bourgault không đóng bất kỳ vai trò nào trong chính phủ PQ lên nắm quyền trong cuộc bầu cử Quebec năm 1976 và được chỉ định bảo trợ. Ông thường xuyên cãi nhau với Lévesque, đặc biệt là trong cuộc dẫn đầu cuộc trưng cầu dân ý năm 1980, trong đó anh ta là một người tham gia đam mê, trước khi rời PQ vào những năm 1980.
Trong cuộc đời đầu tiên của mình, ông là một nhà báo tại tờ báo La Presse của Montreal và ông trở lại ấn phẩm này vào những năm 1990 với tư cách là một chuyên mục cho tờ Le Journal de Montréal. Sau năm 1976, ông là giáo sư truyền thông tại Université du Québec à Montréal (UQAM). Ông cũng là người đồng chủ trì hoặc chuyên mục thường xuyên của một số chương trình phát thanh được phát sóng trên Đài phát thanh la Société Radio-Canada, ngành ngôn ngữ Pháp của Tập đoàn Phát thanh Canada.
Năm 1992, anh có một vai diễn trong bộ phim Léolo, do đạo diễn Jean-Claude Lauzon chọn. Bourgault là người cố vấn. Lauzon phủ nhận ông được chọn vì lý do chính trị.
Ông là người đồng tính công khai, mặc dù ông nói trong một cuộc phỏng vấn cho Đài phát thanh Canada vài năm trước khi chết rằng trong những năm cuối đời, ông đã chọn ngừng quan hệ tình dục.
Bourgault là một người nói tiếng Anh lưu loát và hùng hồn. Trong một thời gian ngắn vào những năm 1980, ông là một chuyên mục hàng tuần cho nhật báo tiếng Anh của Montreal, The Gazette.